# Documenta 7

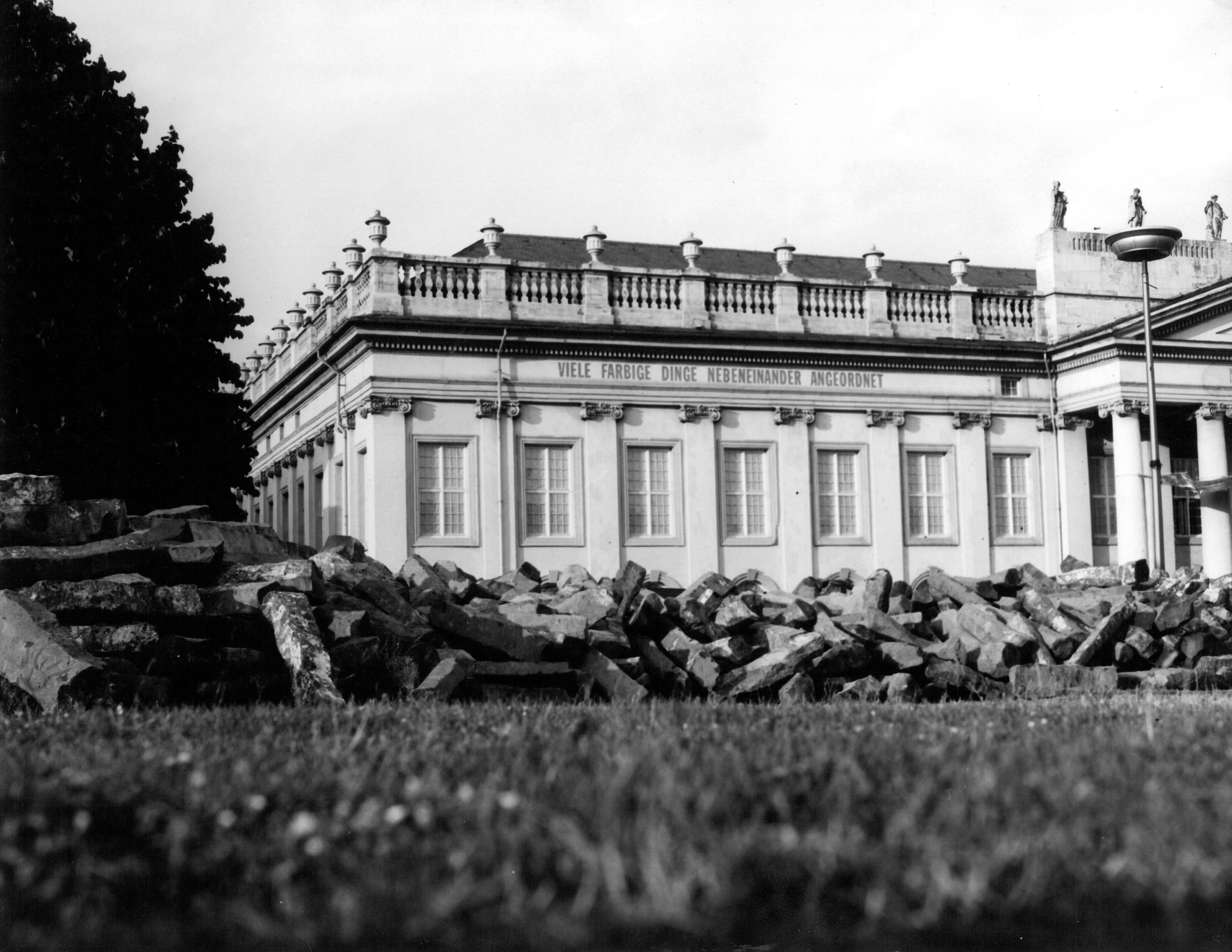
Die Basaltstelen von Beuys’ Aktion: „7000 Eichen“ vor dem Fridericianum – am Fries die Inschrift von Lawrence Weiner: VIELE FARBIGE DINGE NEBENEINANDER ANGEORDNET - BILDEN EINE REIHE VIELER FARBIGER DINGE

Vom 19. Juni bis 28. September 1982 fand die documenta 7 unter der künstlerischen Leitung von Rudi Fuchs statt. Die documenta 7 war die theoriefernste Weltausstellung der Kunst und markierte eine Trendwende gegenüber den documenten, die bis dahin stattgefunden hatten.
Rudi Fuchs betonte im Vorwort zum Ausstellungskatalog, dass er eine nervöse Ausstellung vermeiden wollte, vielmehr eine documenta veranstalten wollte, die der Würde der Kunst gerecht wird. Die documenta 7 bekam daher einen sehr musealen Charakter.
Mit 387.381 verkauften Eintrittskarten wurde erneut ein Besucherrekord in Kassel festgestellt.

## Ausstellungsorte
Ausstellungsorte waren das Fridericianum, die Neue Galerie, die Orangerie in der Parkanlage Karlsaue, sowie die Karlsaue selbst.
Das Museum Fridericianum präsentierte sich erstmals in einem neuen, durch das Staatliche Hochbauamt durchgeführten Renovierungszustand. Der provisorisch raue Charakter des vorherigen Zustands, der den vorangegangenen documenten ihre spezielle Ausstrahlung verlieh, war dadurch beseitigt worden. Zu dem musealen Charakter der documenta 7 waren die neuen Ausstellungsräume dagegen eher passend aufbereitet.

## Kunstwerke

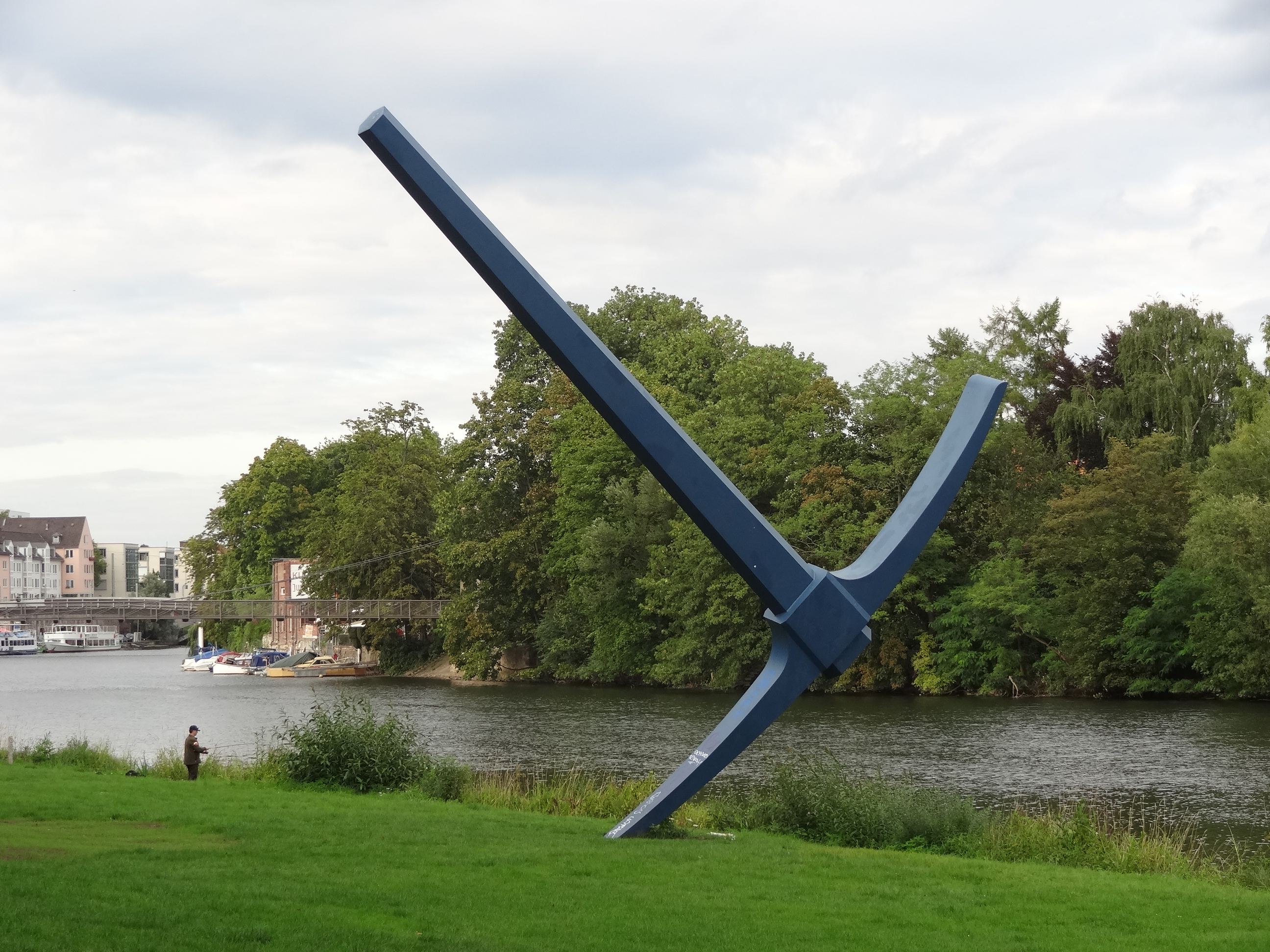
Skulptur Spitzhacke (Claes Oldenburg)

Der Schwerpunkt der documenta 7 lag auf der Malerei. Der Strömung der sogenannten „Neuen Wilden“ wurde dabei viel Raum gegeben. Ein weiterer Schwerpunkt der Ausstellung lag auf der Konzeptkunst.
Der spektakulärste Beitrag wurde von Joseph Beuys geliefert, der mit seiner Aktion „Stadtverwaldung statt Stadtverwaltung“ und der damit verbundenen Pflanzaktion von 7000 Bäumen im ganzen Stadtgebiet für rege Diskussion sorgte. Es sollte fünf Jahre dauern, bis die letzte Basaltstele, die mit jedem gepflanzten Baum gesetzt wurde, von dem aufgetürmten Haufen vor dem Museum Fridericianum an ihren Bestimmungsort transportiert wurde. Der letzte Baum der Aktion 7000 Eichen wurde von Wenzel Beuys, dem Sohn von Joseph Beuys, 1987 zur documenta 8 neben der ersten Eiche als Abschluss der Aktion vor dem Fridericianum gepflanzt.
Mit dem documenta-begleitenden Veranstaltungsprogramm der Free International University (FIU) sorgte Beuys für weitere publikums- und medienwirksame Happenings neben dem Hauptprogramm der documenta 7. Dazu gehörten u. a. die öffentliche Einschmelzaktion eines Repliks einer Zarenkrone zu einem goldenen Hasen sowie eine Aktion gegen Tierversuche unter dem Motto: „Wir geben den Verantwortlichen für diese Quälereien zum ersten und zum letzten Mal Gelegenheit, einen Tag lang diesmal vor der Öffentlichkeit Experimente an einem lebenden Menschen durchzuführen, wenn garantiert werden kann, dass die Experimentatoren in ihrem Leben keine Versuche mehr am Tier und am Menschen durchführen, es sei denn, der Patient wünscht dies ausdrücklich bei vollem Risikobewußtsein“.
Zum Wahrzeichen avancierte die Spitzhacke von Claes Oldenburg, die am Fuldaufer verblieb. Die Spitzhacke markiert die Stelle, an der die verlängerte Achse der Wilhelmshöher Allee die Fulda schneidet. Die Idee des Künstlers war dabei, dass die Spitzhacke von Herkules geworfen wurde. Das Riesenschloß im Park Wilhelmshöhe mit der Herkules-Statue befindet sich, gemäß der barocken Park- und Stadtplanung, am anderen Ende der gleichen Achse. Die Spitzhacke hat nicht den gleichen Maßstab wie die Herkules-Figur, da sie allein in ihrer Umgebung wirken sollte. (Auf einer Entwurfsskizze zum Projekt schrieb Claes Oldenburg: Hercules throws - pick-axe grows.)
Nach einem Konzept von Adam Jankowski wurde die Ausstellung „Stoffwechsel K18“, als Parallelveranstaltung zur documenta organisiert. Gezeigt wurden Arbeiten von zwölf Hamburger Künstlern in zwei ehemaligen Fabrikhallen.

## documenta urbana

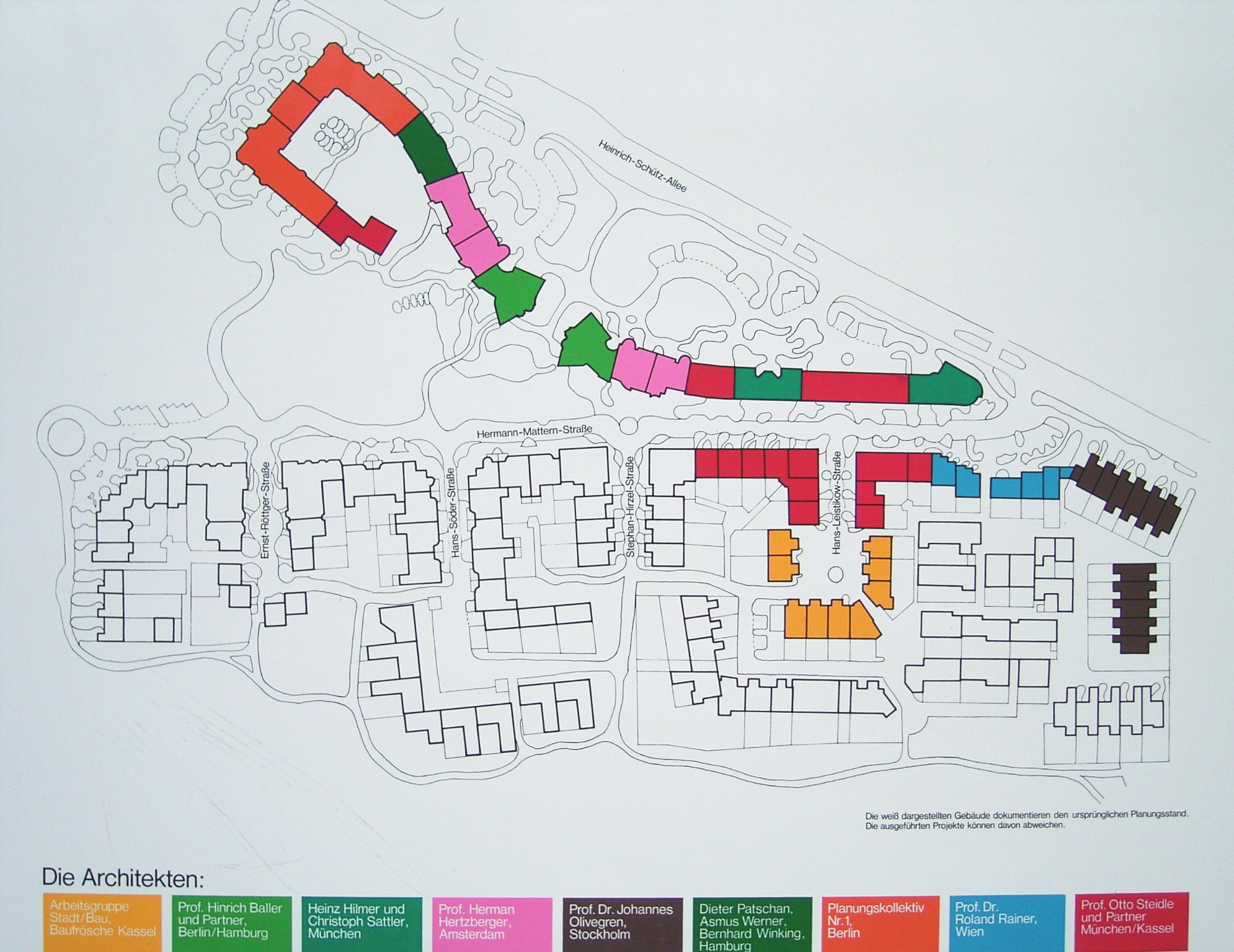
Lageplan der documenta urbana (nicht genau genordet)
oben die Wohnschlange entlang der Heinrich-Schütz-Allee
unten die Cluster - die weißen Gebäude wurden erst später und abweichend von der ursprünglichen Planung erstellt. Die rechte Stichstraße ist die Hans-Leistikow-Straße.

documenta urbana ist eine Wortschöpfung des documenta-Initiators Arnold Bode aus der 2. Hälfte des 20. Jahrhunderts. Insbesondere wird darunter eine in den Jahren 1980 bis 1982 entstandene Wohnbebauung im Südwesten von Kassel, an der Dönche, verstanden, deren Bezeichnung sich auf den von Bode geprägten Begriff bezieht.
Die Wohnbebauung unter dem Namen documenta urbana ist nicht als Teil der Institution documenta oder einer der documenta-Ausstellungen zu verstehen. Vielmehr bildet sie eine zu Demonstrations- und Ausstellungszwecken erstellte dauerhafte Siedlung. Diese steht damit in der Tradition von beispielhaften Projekten, wie der Gartenstadt Hellerau, den Werkbundsiedlungen (Weißenhofsiedlung) und der Berliner IBA im Hansaviertel. Die documenta urbana kann als späte, und in städtebaulicher Hinsicht postmoderne, Gegenposition zu Planungen wie dem Hansaviertel betrachtet werden.
Als besonderes Merkmal der documenta urbana gilt bis heute das Wohnen im Grünen auf einem städtisch verdichteten Baugelände. Ihr Hauptanziehungspunkt und Symbol ist eine von sechs Architekturbüros gemeinsam gestaltete Häuserzeile, die sogenannte Wohnschlange. In deren elf unterschiedlichen Segmenten spiegeln sich die unterschiedlichen Auffassungen der Planer.
Die ab 1980 entstandenen Gebäude wurden von Seite der Initiatoren als „gebauter Beitrag einer documenta urbana“ bezeichnet. Die Fertigstellung der Wohngebäude wurde auf 1982 festgelegt, das Jahr, in dem die documenta 7 stattfinden sollte. Deren künstlerischer Leiter, Rudi Fuchs, zeigte aber kein Interesse und nahm die documenta urbana nicht als einen Beitrag zur d7 auf.

## Teilnehmende Künstler
Insgesamt nahmen 182 Künstler an der documenta teil:
| A                       |                        |                            |                        |                     |
| Marina Abramović        | Carl Andre             | Siah Armajani              | Richard Artschwager    | Vito Acconci        |
| Giovanni Anselmo        | Armando                | Michael Asher              | Anatol                 | Siegfried Anzinger  |
| Art & Language          |                        |                            |                        |                     |
| B                       |                        |                            |                        |                     |
| Elvira Bach             | Robert Barry           | Joseph Beuys               | Troy Brauntuch         | Alberto Burri       |
| Marco Bagnoli           | Georg Baselitz         | James Biederman            | Marcel Broodthaers     | Scott Burton        |
| Gerrit van Bakel        | Jean-Michel Basquiat   | Dara Birnbaum              | Stanley Brouwn         | Michael Buthe       |
| John Baldessari         | Lothar Baumgarten      | Alighiero e Boetti         | Günter Brus            | James Lee Byars     |
| Miquel Barceló          | Bernd und Hilla Becher | Jonathan Borofsky          | Daniel Buren           |                     |
| C                       |                        |                            |                        |                     |
| Miriam Cahn             | John Chamberlain       | Sandro Chia                | Francesco Clemente     | Tony Cragg          |
| Loren D. Calaway        | Alan Charlton          | Abraham David Christian    | William N. Copley      | Enzo Cucchi         |
| D                       |                        |                            |                        |                     |
| Walter Dahn             | Gino De Dominicis      | Nicola De Maria            | Brett De Palma         | Jiří Georg Dokoupil |
| Marlene Dumas           | René Daniëls           | Jan Dibbets                | Edward Dwurnik         | Hanne Darboven      |
| Martin Disler           | Felix Droese           |                            |                        |                     |
| E                       |                        |                            |                        |                     |
| Ger van Elk             |                        |                            |                        |                     |
| F                       |                        |                            |                        |                     |
| Luciano Fabro           | Stanislav Filko        | Barry Flanagan             | Hamish Fulton          |                     |
| G                       |                        |                            |                        |                     |
| Ludger Gerdes           | General Idea           | Jack Goldstein             | Dan Graham             | Isa Genzken         |
| Gilbert & George        | Ludwig Gosewitz        | Erwin Gross                |                        |                     |
| H                       |                        |                            |                        |                     |
| Hans Haacke             | Frank van Hemert       | Albert Hien                | Hans van Hoek          | Rebecca Horn        |
| Keith Haring            | JCJ van der Heyden     | Antonius Höckelmann        | Jenny Holzer           |                     |
| I                       |                        |                            |                        |                     |
| Jörg Immendorff         |                        |                            |                        |                     |
| J                       |                        |                            |                        |                     |
| Joan Jonas              | Donald Judd            |                            |                        |                     |
| K                       |                        |                            |                        |                     |
| On Kawara               | Per Kirkeby            | John Knight                | Joseph Kosuth          | Barbara Kruger      |
| Anselm Kiefer           | Pierre Klossowski      | Imi Knoebel                | Jannis Kounellis       |                     |
| L                       |                        |                            |                        |                     |
| Wolfgang Laib           | Barry Le Va            | Sol LeWitt                 | Richard Paul Lohse     | Markus Lüpertz      |
| Maria Lassnig           | Bertrand Lavier        | Bernhard Leitner           | Sherrie Levine         | Christian Lindow    |
| Guido Lippens           | Richard Long           | Robert Longo               |                        |                     |
| M                       |                        |                            |                        |                     |
| Luigi Mainolfi          | Carlo Maria Mariani    | Gerhard Merz               | Klaus Mettig           | Robert Mangold      |
| Stephen McKenna         | Mario Merz             | Matt Mullican              | Robert Mapplethorpe    | Bruce McLean        |
| Marisa Merz             |                        |                            |                        |                     |
| N                       |                        |                            |                        |                     |
| Bruce Nauman            | Hermann Nitsch         | John Nixon                 | Maria Nordman          |                     |
| O                       |                        |                            |                        |                     |
| Oswald Oberhuber        | Claes Oldenburg        | Meret Oppenheim            | Eric Orr               |                     |
| P                       |                        |                            |                        |                     |
| Mimmo Paladino          | Giulio Paolini         | A. R. Penck (Ralf Winkler) | Giuseppe Penone        | Sigmar Polke        |
| Michelangelo Pistoletto | Norbert Prangenberg    |                            |                        |                     |
| Q                       |                        |                            |                        |                     |
| Lee Quiñones            |                        |                            |                        |                     |
| R                       |                        |                            |                        |                     |
| David Rabinowitch       | Arnulf Rainer          | Roland Reiss               | Judy Rifka             | Martha Rosler       |
| Reiner Ruthenbeck       | Markus Raetz           | Gerhard Richter            | Ulrich Rückriem        | Ed Ruscha (Edward)  |
| Claude Rutault          | Robert Ryman           |                            |                        |                     |
| S                       |                        |                            |                        |                     |
| David Salle             | Salomé                 | Remo Salvadori             | Sarkis                 | Julião Sarmento     |
| Klaudia Schifferle      | Barbara Schmidt-Heins  | Gabriele Schmidt-Heins     | Jean-Frédéric Schnyder | Horst Schuler       |
| Richard Serra           | Joel Shapiro           | Cindy Sherman              | Katharina Sieverding   | Ettore Spalletti    |
| Klaus Staeck            | Peter Struycken        | Hans-Jürgen Syberberg      |                        |                     |
| T                       |                        |                            |                        |                     |
| Volker Tannert          | Signe Theill           | Imants Tillers             | Niele Toroni           | Richard Tuttle      |
| Cy Twombly              |                        |                            |                        |                     |
| U                       |                        |                            |                        |                     |
| Ulay                    |                        |                            |                        |                     |
| V                       |                        |                            |                        |                     |
| Emilio Vedova           | Toon Verhoef           | Jean-Luc Vilmouth          | Antonio Violetta       |                     |
| W                       |                        |                            |                        |                     |
| Jeff Wall               | Franz Erhard Walther   | Andy Warhol                | Isolde Wawrin          | Boyd Webb           |
| Lawrence Weiner         | Ian Wilson             |                            |                        |                     |
| Z                       |                        |                            |                        |                     |
| Rémy Zaugg              | Michele Zaza           |                            |                        |                     |

## In Kassel verbliebene Kunstwerke

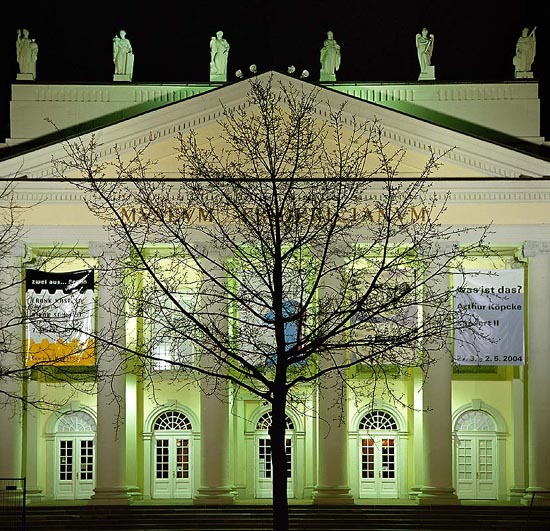
Erste von Beuys gepflanzte Eiche vor dem Museum Fridericianum bei Nacht

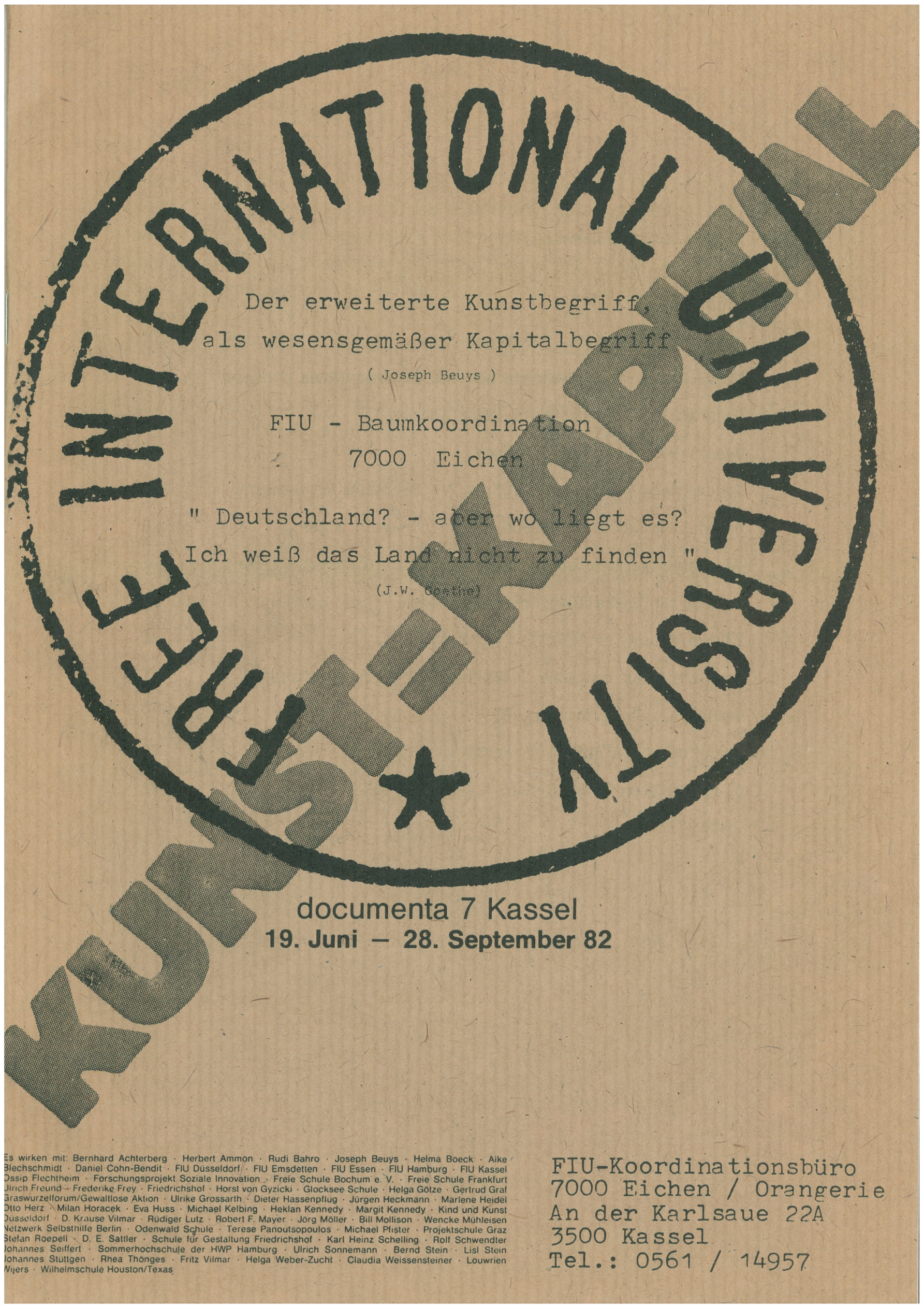
Das Titelblatt des Veranstaltungsprogramms der Free International University von Beuys zur d7

- 7000 Eichen – Stadtverwaldung statt Stadtverwaltung  von Joseph Beuys, (1982–1987; zur documenta 8 vollendet) - Ort: Überall im Stadtgebiet von Kassel

- Granitblock  (330 × 180 × 100 cm) in drei Teile gespalten, von Ulrich Rückriem - Ort: Grünfläche neben der Neuen Galerie
- Spitzhacke  von Claes Oldenburg - Ort: Am Ufer der Fulda
- Truisms  (Wandbemalung) von Jenny Holzer (bis 2002, dann bei der Sanierung des Hauses zerstört) - Ort: Neue Fahrt/Ecke Opernstraße.